# San José de La Montaña (ort)
San José de La Montaña är en ort i Colombia.   Den ligger i departementet Antioquía, i den nordvästra delen av landet, 300 km nordväst om huvudstaden Bogotá. San José de La Montaña ligger 2 579 meter över havet och antalet invånare är 2 819.
Terrängen runt San José de La Montaña är varierad. Runt San José de La Montaña är det ganska glesbefolkat, med 29 invånare per kvadratkilometer. Närmaste större samhälle är San Andrés, 5,9 km norr om San José de La Montaña. I omgivningarna runt San José de La Montaña växer i huvudsak städsegrön lövskog.